# Highlands Park FC
El Highlands Park FC es un equipo de fútbol de Sudáfrica que juega en la Premier Soccer League, la máxima categoría de fútbol en el país.

## Historia
Fue fundado en noviembre de 1959 en la ciudad de Johannesburgo. En 1971 el club se fusiona con el Powerlines FC de Nigel para crear al Highlands Power FC y logra el ascenso a la NFL, aunque dos años después retoman su nombre anterior.
En 1979 luego de hacer un convenio para que la compañía Dion fuese patrocinador del club, cambian su nombre por el de Dion Highlands FC, aunque los medios de comunicación al referirse al club, solo lo llamaban Highlands. A consecuencia de los medios de comunicación el club cambió su nombre a Dion FC en 1980, aunque retomaron el nombre Dion Highlands FC al año siguiente luego de no tener los resultados deseados en cuanto a mercadeo.
El club se mantuvo así hasta febrero de 1983 al perder 0-2 ante el Orlando Pirates en la final de la MTN 8, ya que la franquicia fue comprada por el exjugador Jomo Sono y creó el Jomo Cosmos.
El club conservó sus equipos menores, los cuales competían bajo el nombre Balfour Park Jrs, aunque más tarde cambiaron su nombre por el de Highlands Park. Para 1991 el club buscaba el ascenso a la máxima categoría de nuevo, lo cual se dio luego de la fusión con el Port Elizabeth Blackpool, pero la dicha fue poca y el club desaparece en 1992 por problemas financieros y su lugar lo toma el Welcom Eagles, con lo que la plaza se mudó a la ciudad de Welcom.
El club posteriormente es refundado en el año 2003, iniciando en la SAFA Regional League (cuarta división), logrando varios ascensos hasta que en la temporada 2015/16 vence en la fase de playoff al University of Pretoria FC y asciende a la Premier Soccer League por primera vez en su historia.

## Palmarés
- NFL: 8[12]

1960, 1962, 1964, 1965, 1966, 1968, 1975 y 1977
- NPSL: 1[12]

1980
- NFL Cup: 6[13]

1961, 1965, 1966, 1967, 1973, 1975